# NGC 4737
NGC 4737 é uma galáxia espiral (Sab) localizada na direcção da constelação de Canes Venatici. Possui uma declinação de +34° 09' 26" e uma ascensão recta de 12 horas, 50 minutos e 52,9 segundos.
A galáxia NGC 4737 foi descoberta em 2 de Janeiro de 1786 por William Herschel.